# Premiul BAFTA pentru cea mai bună coloană sonoră

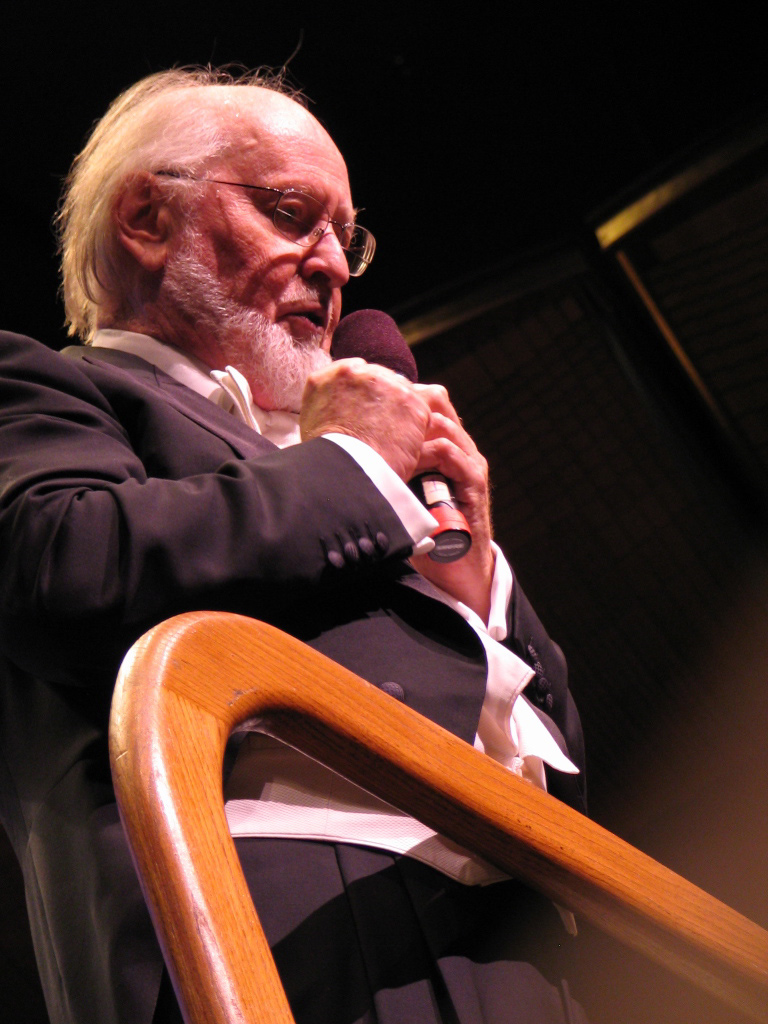
Cu 7 premii şi 16 nominalizări, John Williams deține supremația în această categorie

Premiul Anthony Asquith pentru cea mai bună coloană sonoră (sau Premiul BAFTA pentru cea mai bună coloană sonoră) este un premiu acordat anual de British Academy of Film and Television Arts începând cu 1969. Compozitorul John Williams deține supremația atât în privința premiilor câștigate cât și în privința numărului de nominalizări (7 premii din 16 nominalizări). Ennio Morricone este singurul compozitor care să câștige două premii consecutive: Misiunea (1986) și Incoruptibilii (1987). Tot el are și cel mai bun scor perfect, câștigând șase premii din șase nominalizări.

## Anii 1960
- 1968: Leul în iarnă - John Barry
  - Atacul cavaleriei ușoare - John Addison
  - Romeo și Julieta - Nino Rota
  - Live for Life - Francis Lai

- 1969: Z - Mikis Theodorakis
  - Ceremonie secretă - Richard Rodney Bennett
  - Afacerea Thomas Crown - Michel Legrand
  - Femei îndrăgostite - Georges Delerue

## Anii 1970
- 1970: Butch Cassidy și Sundance Kid - Burt Bacharach
  - Restaurantul lui Alice - Arlo Guthrie
  - Figures in a Landscape - Richard Rodney Bennett
  - The Railway Children - Johnny Douglas

- 1971: Vara lui '42 - Michel Legrand
  - Micul om mare - John Hammond
  - Shaft - Isaac Hayes
  - Trafic - Charles Dumont

- 1972: Nașul - Nino Rota
  - Lady Caroline Lamb - Richard Rodney Bennett
  - Macbeth - Third Ear Band
  - Tânărul Winston - Alfred Ralston

- 1973: Norocosul - Alan Price
  - Pat Garrett și Billy the Kid - Bob Dylan
  - Sounder - Taj Mahal
  - Stare de asediu - Mikis Theodorakis

- 1974: Crima din Orient Express - Richard Rodney Bennett
  - La bonne année - Francis Lai
  - Chinatown - Jerry Goldsmith
  - Serpico - Mikis Theodorakis
  - Cei trei muschetari - Michel Legrand

- 1975: Fălci - John Williams și Infernul din zgârie-nori - John Williams
  - Nașul: Partea a II-a - Nino Rota
  - Pirații din metrou - David Shire
  - The Wind and the Lion - Jerry Goldsmith

- 1976: Șoferul de taxi - Bernard Herrmann
  - Bugsy Malone - Paul Williams
  - Zbor deasupra unui cuib de cuci - Jack Nitzsche
  - Condurul și trandafirul - Richard M. Sherman și Robert B. Sherman

- 1977: Un pod prea îndepărtat - John Addison
  - Equus - Richard Rodney Bennett
  - Spionul care mă iubea - Marvin Hamlisch
  - S-a născut o stea - Paul Williams, Barbra Streisand, Kenny Ascher, Rupert Holmes, Leon Russell, Kenny Loggins, Alan Bergman, Marilyn Bergman și Donna Weiss

- 1978: Războiul stelelor - John Williams
  - Întâlnire de gradul trei - John Williams
  - Julia - Georges Delerue
  - Febra de sâmbătă seara - Barry Gibb, Robin Gibb și Maurice Gibb

- 1979: Zile în paradis - Ennio Morricone
  - Alien - Jerry Goldsmith
  - Apocalipsul acum - Carmine Coppola și Francis Ford Coppola
  - Yanks - Richard Rodney Bennett

## Anii 1980
- 1980: Războiul stelelor - Episodul V: Imperiul contraatacă - John Williams
  - Breaking Glass - Hazel O'Connor
  - Celebritate - Michael Gore
  - Flash Gordon - John Deacon, Brian May, Freddie Mercury, Roger Meddows-Taylor și Howard Blake

- 1981: Iubita locotenentului francez - Carl Davis
  - Arthur - Burt Bacharach
  - Carele de foc - Vangelis
  - Indiana Jones și căutătorii arcei pierdute - John Williams

- 1982: E.T. Extraterestrul - John Williams
  - Vânătorul de recompense - Vangelis
  - Gandhi - George Fenton și Ravi Shankar
  - Dispărutul - Vangelis

- 1983: Crăciun fericit domnule Lawrence! - Ryuichi Sakamoto
  - Flashdance - Giorgio Moroder
  - Erou local - Mark Knopfler
  - Ofițer și gentleman - Jack Nitzsche

- 1984: A fost odată în America - Ennio Morricone
  - Carmen - Paco de Lucia
  - Câmpiile morții - Mike Oldfield
  - Paris, Texas - Ry Cooder

- 1985: Martorul - Maurice Jarre
  - Polițistul din Beverly Hills - Harold Faltermeyer
  - Pădurea de smarald - Brian Gascoigne și Junior Homrich
  - Călătorie în India - Maurice Jarre

- 1986: Misiunea - Ennio Morricone
  - Departe de Africa - John Barry
  - Cameră cu priveliște - Richard Robbins
  - La miezul nopții - Herbie Hancock

- 1987: Incoruptibilii - Ennio Morricone
  - Strigătul libertății - George Fenton și Jonas Gwangwa
  - Glorie și speranță - Peter Martin
  - Wish You Were Here - Stanley Myers

- 1988: Imperiul soarelui - John Williams
  - Bird - Lennie Niehaus
  - Ultimul împărat - Ryuichi Sakamoto, David Byrne și Cong Su
  - Visătorii - Dick Hyman

- 1989: Cercul poeților dispăruți - Maurice Jarre
  - Legături periculoase - George Fenton
  - Mississippi în flăcări - Trevor Jones
  - O femeie face carieră - Carly Simon

## Anii 1990
- 1990: Cinema Paradiso - Andrea și Ennio Morricone
  - Formidabilii Baker-Boys - Dave Grusin
  - Ultima misiune - George Fenton
  - Salutări din Hollywood - Carly Simon

- 1991: Cyrano de Bergerac - Jean-Claude Petit
  - Dansând cu lupii - John Barry
  - Tăcerea mieilor - Howard Shore
  - Thelma și Louise - Hans Zimmer

- 1992: Dansuri de societate - David Hirschfelder
  - Frumoasa și bestia - Alan Menken și Howard Ashman
  - Ascultă-mi cântecul - John Altman
  - Ultimul mohican - Randy Edelman și Trevor Jones

- 1993: Lista lui Schindler - John Williams
  - Aladdin - Alan Menken
  - Pianul - Michael Nyman
  - Nopți albe în Seattle - Marc Shaiman

- 1994: Beatles - tinerețe zbuciumată - Don Was
  - Priscilla, regina deșertului - Guy Gross
  - Patru nunți și o înmormântare - Richard Rodney Bennett
  - Regele Leu - Hans Zimmer

- 1995: Poștașul - Luis Enríquez Bacalov
  - Inimă neînfricată - James Horner
  - Nebunia regelui George - George Fenton
  - Rațiune și simțire - Patrick Doyle

- 1996: Pacientul englez - Gabriel Yared
  - Fanfara învingătorilor - Trevor Jones
  - Evita - Tim Rice și Andrew Lloyd Webber
  - Shine - David Hirschfelder

- 1997: Romeo și Julieta - Nellee Hooper
  - Gol pușcă - Anne Dudley
  - L.A. Confidential - Jerry Goldsmith
  - Titanic - James Horner

- 1998: Elizabeth - David Hirschfelder
  - Hilary și Jackie - Barrington Pheloung
  - Salvați soldatul Ryan - John Williams
  - Shakespeare îndrăgostit - Stephen Warbeck

- 1999: American Beauty - Thomas Newman
  - Buena Vista Social Club - Ry Cooder și Nick Gold
  - Sfârșitul aventurii - Michael Nyman
  - Talentatul domn Ripley - Gabriel Yared

## Anii 2000
- 2000: Crouching Tiger, Hidden Dragon (Wo hu cang long) - Tan Dun
  - Aproape celebri - Nancy Wilson
  - Billy Elliot - Stephen Warbeck
  - Gladiatorul - Lisa Gerrard și Hans Zimmer
  - Marea hoinăreală - T-Bone Burnett și Carter Burwell

- 2001: Moulin Rouge! - Craig Armstrong și Marius De Vries
  - Amélie - Yann Tiersen
  - Stăpânul Inelelor: Frăția Inelului - Howard Shore
  - Calea misterelor - Angelo Badalamenti
  - Shrek - Harry Gregson-Williams și John Powell

- 2002: Orele - Philip Glass
  - Prinde-mă! Dacă poți! - John Williams
  - Chicago - Fred Ebb, Danny Elfman și John Kander
  - Bandele din New York - Howard Shore
  - Pianistul - Wojciech Kilar

- 2003: Cold Mountain - T-Bone Burnett și Gabriel Yared
  - Fata cu cercel de perlă - Alexandre Desplat
  - Kill Bill: Volumul 1 - RZA
  - Stăpânul Inelelor: Întoarcerea regelui - Howard Shore
  - Rătăciți printre cuvinte - Brian Reitzell și Kevin Shields

- 2004: Jurnal de călătorie - Gustavo Santaolalla
  - Aviatorul - Howard Shore
  - Chorus - Bruno Coulais
  - În căutarea Tărâmului de Nicăieri - Jan A.P. Kaczmarek
  - Ray - Craig Armstrong

- 2005: Memoriile unei gheișe - John Williams
  - Brokeback Mountain - Gustavo Santaolalla
  - Prietenie absolută - Alberto Iglesias
  - Generoasa Doamna Henderson - George Fenton
  - Walk the Line - Povestea lui Johnny Cash - T-Bone Burnett

- 2006: Babel - Gustavo Santaolalla
  - Casino Royale - David Arnold
  - Dreamgirls - Henry Krieger
  - Mumble, cel mai tare dansator - John Powell
  - Regina - Alexandre Desplat

- 2007: La vie en rose - Christopher Gunning
  - American Gangster - Marc Streitenfeld
  - Remușcare - Dario Marianelli
  - Vânătorii de zmeie - Alberto Iglesias
  - Va curge sânge - Jonny Greenwood

- 2008: Vagabondul milionar - A. R. Rahman
  - Strania poveste a lui Benjamin Button - Alexandre Desplat
  - Cavalerul negru - James Newton Howard și Hans Zimmer
  - Mamma Mia! - Benny Andersson și Björn Ulvaeus
  - WALL-E - Thomas Newman

- 2009: Deasupra tuturor - Michael Giacchino
  - Avatar - James Horner
  - Inimă nebună - T-Bone Burnett și Stephen Bruton
  - Fantastic Mr. Fox - Alexandre Desplat
  - Sex & Drugs & Rock and Roll - Chaz Jankel

## Anii 2010
- 2010: Discursul regelui - Alexandre Desplat
  - 127 de ore - A. R. Rahman
  - Alice in Țara Minunilor - Danny Elfman
  - Cum să îți dresezi dragonul - John Powell
  - Inception - Hans Zimmer

- 2011: Artistul - Ludovic Bource
  - Un spion care știa prea multe - Alberto Iglesias
  - Fata cu un dragon tatuat - Trent Reznor și Atticus Ross
  - Hugo - Howard Shore
  - Calul de luptă - John Williams

- 2012: Skyfall - Thomas Newman
  - Anna Karenina - Dario Marianelli
  - Argo - Alexandre Desplat
  - Viața lui Pi - Mychael Danna
  - Lincoln - John Williams

- 2013: Gravity - Steven Price
  - 12 ani de sclavie - Hans Zimmer
  - Hoțul de cărți - John Williams
  - Căpitanul Phillips - Henry Jackman
  - Saving Mr. Banks: În căutarea poveștii - Thomas Newman

- 2014: The Grand Budapest Hotel - Alexandre Desplat
  - Omul Pasăre sau Virtutea nesperată a ignoranței - Antonio Sánchez
  - Interstellar: Călătorind prin univers - Hans Zimmer
  - Teoria întregului - Jóhann Jóhannsson
  - Pe sub piele - Mica Levi

- 2015: Cei 8 odioși - Ennio Morricone
  - Podul spionilor - Thomas Newman
  - The Revenant: Legenda lui Hugh Glass - Ryuichi Sakamoto și Carsten Nicolai
  - Sicario: Asasinul - Jóhann Jóhannsson
  - Războiul stelelor - Episodul VII: Trezirea Forței - John Williams

- 2016: La La Land - Justin Hurwitz
  - Primul Contact - Jóhann Jóhannsson
  - Jackie - Micachu
  - Saroo: Drumul spre casă - Hauschka și Dustin O'Halloran
  - Animale de noapte - Abel Korzeniowski